# Calvinismo

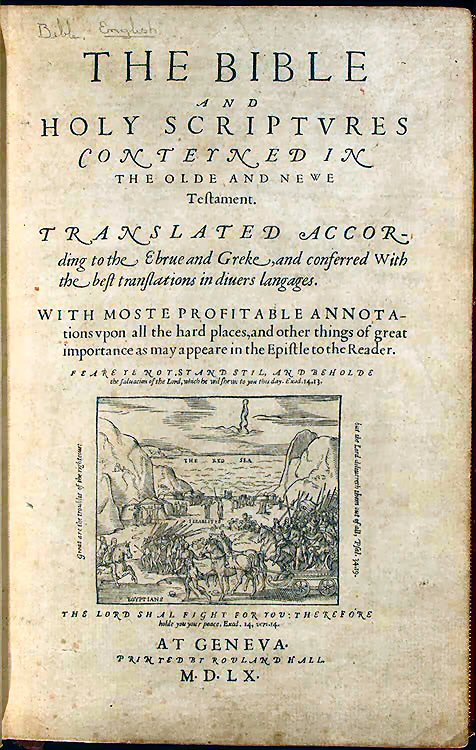
La Biblia de Ginebra (1560) fue una de las primeras publicadas por protestantes. Lo fue en Inglés, en Ginebra.

El calvinismo, también conocido como cristianismo reformado, fe reformada o iglesia reformada, es un sistema teológico protestante basado en la tradición teológica y cultural establecida por el principio evangélico protestante de la Sola Escritura e históricamente representado por Juan Calvino y otros teólogos de la época. El calvinismo se originó en Suiza y pone el énfasis en la autoridad de Dios sobre todas las cosas.
La tradición reformada fue desarrollada por teólogos como Martín Bucero, Enrique Bullinger, Pedro Mártir Vermigli, Ulrico Zuinglio, Teodoro de Beza y Guillaume Farel e influyó en reformadores británicos como Thomas Cranmer y John Knox. Sin embargo, debido a la gran influencia y al papel de Juan Calvino en los debates confesionales y eclesiásticos del siglo XVI, la tradición llegó a conocerse con el nombre de calvinismo. Hoy en día, el término designa también las doctrinas y prácticas de las Iglesias reformadas.

## Trasfondo histórico
Calvino influyó notablemente en el desarrollo de las doctrinas de la Reforma protestante. A los 25 años, en 1534 empezó a prepararse la primera edición de su obra Institución de la Religión Cristiana, que se publicó en 1536. Esta obra, que fue revisada en diversas ocasiones durante su vida, además de la numerosa colección de cartas pastorales y comentarios bíblicos, constituyen la fuente de la repercusión que ha tenido sobre todas las denominaciones del protestantismo a lo largo de su historia.
El crecimiento de las Iglesias Reformadas o calvinistas pertenece a la segunda fase de la Reforma protestante. Tras la excomunión de Martín Lutero por la Iglesia católica, Calvino se refugió en Ginebra. Había firmado la confesión de Augsburgo en 1540, pero su repercusión fue más notable en la Reforma Suiza, la cual no era luterana, sino que se basaba en las enseñanzas de Ulrico Zuinglio. La enseñanza y la doctrina protestantes estaban evolucionando de manera independiente a Martín Lutero, bajo la influencia de muchos escritores y reformadores, entre los que destacaba Calvino.
En el siglo XVI, el calvinismo se extendió por los Países Bajos y algunas regiones limítrofes de Alemania, por Francia, Inglaterra, Hungría, Lituania y Polonia. 
La emigración a Norteamérica llevó el calvinismo al Atlántico Medio de Estados Unidos y a Nueva Inglaterra, donde la mayor parte de los colonos eran calvinistas y también se incluían a los puritanos ingleses, los colonos holandeses de la Nueva Ámsterdam y a los irlandeses-escoceses presbiterianos de los Montes Apalaches. 
Los colonos neerlandeses calvinistas fueron los primeros europeos que colonizaron África del Sur, siendo conocidos posteriormente como bóeres o afrikáneres.
En el siglo XXI, el conjunto de las Iglesias de inspiración calvinista reúne a unos 75 millones de personas.

## Descripción general
Numerosos teólogos no necesariamente relacionados con las iglesias reformadas han contribuido a desarrollar la cosmovisión calvinista como se conoce hoy en día. Entre ellos se cuentan el suizo Thomas Erastus, el teólogo holandés de origen flamenco Franciscus Gomarus; John Knox, fundador de la iglesia presbiteriana; John Bunyan, predicador bautista y autor del best seller cristiano El progreso del peregrino, y el teólogo norteamericano Jonathan Edwards, uno de los principales protagonistas durante el resurgimiento espiritual denominado Primer Gran Despertar en los Estados Unidos de mediados de siglo XVIII.

## Doctrina calvinista

### La gracia soberana
El calvinismo enfatiza la depravación de la naturaleza moral humana hacia la necesidad de la gracia soberana de Dios en la salvación. Según su interpretación Romanos 3:10-12 enseña que las personas son completamente incapaces de seguir a Dios o escapar de la condenación delante de él y que solamente por intervención divina drástica, en la cual Dios cambia la naturaleza misma del creyente (nuevo nacimiento), quitando el corazón de piedra y poniendo uno de carne, pueden las personas ser convertidas de rebelión a obediencia voluntaria.

### La vida es creer
El conjunto de sistema teológico, eclesiástico y teorías prácticas de la iglesia, familia y vida política es el crecimiento de una conciencia religiosa fundamental centrada en la soberanía de Dios. 
La doctrina de Dios tiene un lugar preeminente en cada categoría teológica, incluyendo el entendimiento calvinista de cómo una persona debe vivir. El calvinismo presupone que la bondad y el poder de Dios tienen un libre e ilimitado alcance de actividad y eso trabaja con la convicción de que Dios obra en todos los aspectos de la existencia, incluyendo los aspectos espirituales, físicos e intelectuales, ya sea secular o sagrado, público o privado, en la tierra o en el cielo.
Según este punto de vista, el plan de Dios se trabaja en cada evento. Dios es visto como el creador, preservador y gobernador de todo. Esto produce una actitud de dependencia absoluta de Dios, la cual se identifica no solamente con actos temporales de piedad (por ejemplo, la oración), sino que es un amplio patrón de vida que se aplica desde cada obra trivial hasta la más importante. Para el cristiano calvinista, toda la vida es religión cristiana. Se trata, por decirlo así, de una radicalización del luteranismo.

### Los cinco puntos del calvinismo
La teología calvinista es identificada en la mente popular como los "cinco puntos del calvinismo", que son un resumen de los juicios (o cánones) presentados por el Sínodo de Dort y que fueron publicados como una respuesta detallada (punto por punto) a los cinco puntos de la Protesta Arminiana, pero que en su forma de cinco puntos fue representada a finales del siglo XIX. Calvino mismo nunca usó tal modelo ni combatió nunca directamente el Arminianismo. Estos puntos, pues, funcionan como un resumen de las diferencias entre el Calvinismo y el Arminianismo en la actualidad, pero no como una suma completa de los escritos de Calvino o de la teología de las iglesias reformadas en general. La aserción central de estos cánones es que Dios es capaz de salvar a cada persona por quien él tenga misericordia y que sus esfuerzos no son frustrados por la injusticia o la inhabilidad del hombre.
Los cinco puntos del calvinismo son:

#### Depravación total
Un punto fundamental en el asunto de la salvación es proceder a una evaluación correcta de la condición del individuo que se debe salvar, y no infravalorar el pecado.
A la luz de las Escrituras, el estado natural del hombre es de depravación total y, por consiguiente, una inhabilidad total de parte del hombre para ganar, o contribuir a su salvación.
El catecismo de Heidelberg en su pregunta 8 dice: ¿Estamos tan corrompidos que somos totalmente incapaces de hacer el bien e inclinados a todo mal?
RESPUESTA: Ciertamente, si no hemos sido regenerados por el Espíritu de Dios.
Cuando se habla de depravación total, sin embargo, no se refiere a que cada hombre es tan malvado como pueda ser, ni a que el hombre sea incapaz de reconocer la voluntad de Dios; ni tampoco a que sea incapaz de hacer algún bien hacia su prójimo o aún dar lealtad externa a la adoración de Dios. Lo que sí se quiere decir, es que cuando el hombre cayó en el Jardín del Edén, cayó en su ‘totalidad’. La personalidad completa del hombre ha sido afectada por la caída, y el pecado se extiende a la totalidad de las facultades, la voluntad, el entendimiento, el afecto y todo lo demás.

#### Elección incondicional
La actitud de los hombres hacia la depravación total, como una declaración bíblica de la condición natural del hombre, determina, por ello, la actitud hacia la doctrina de elección incondicional. Ésta sigue a la doctrina de depravación completa. Si el hombre en verdad está muerto, prisionero y ciego, etc., entonces el remedio para todas estas condiciones debe descansar fuera del hombre mismo (esto es, en Dios). ¿Puede el muerto levantarse a sí mismo?, la respuesta inevitablemente debe ser: “por supuesto que no”. Sin embargo, hombres y mujeres son levantados de su muerte espiritual “nacidos de nuevo”, como lo proclama el evangelio según San Juan; y como son incapaces de llevar a cabo esta obra por ellos mismos, se puede concluir que es Dios quien los levantó. Por otro lado, como muchos hombres y mujeres no han sido vivificados, se puede igualmente concluir que eso es porque Dios no los ha levantado. Si el hombre es incapaz de salvarse a sí mismo, siendo la caída de Adán una caída total, y si solo Dios puede salvar, y si no todos son salvos, entonces la conclusión debe ser que Dios no ha escogido salvar a todos.

#### Expiación limitada
Este tercer punto es el central de los cinco, el propósito de la muerte de Cristo en la cruz. Esto no es accidental, porque la enseñanza de la Biblia ha puesto al hombre bajo del título general de depravación total, o inhabilidad total. Segundo, como algunos hombres y mujeres son indudablemente salvos, entonces tiene que haber sido Dios mismo quien los salvó en distinción del resto de la humanidad. Esto es elección: “Para que el propósito de Dios conforme a la elección, permaneciese…” [Rom 9:11]. Sin embargo, esta elección solo “marcó la casa, a la cual la salvación debe viajar”, y una expiación completa, perfecta y satisfactoria todavía era requerida para los pecados de los elegidos, para que Dios fuera no solamente un Salvador, sino un Dios justo, y un Salvador”. Esta expiación fue realizada por la sumisión voluntaria de Cristo a la muerte en la cruz, donde sufrió bajo la justicia de este Dios justo, y procuró la salvación que Él, como Salvador, había ordenado. En la cruz, entonces y, sin duda, todos aceptamos esto, Cristo soportó el castigo y procuró la salvación.
Ahora se plantea la pregunta: ¿por quién soportó el castigo?, y ¿para quién procuró la salvación? Hay tres caminos por los cuales se puede viajar respecto a esto:
1. Cristo murió para salvar a todo hombre, sin distinción.
2. Cristo murió para salvar a nadie en particular.
3. Cristo murió para salvar a cierto número.
El primer punto de vista es el sostenido por “Universalistas”, a saber: Cristo murió para salvar a todos los hombres, y así, muy lógicamente, asumen que todos los hombres serán salvos. Si Cristo ha pagado la deuda del pecado, ha salvado, rescatado, dado Su vida, por todos los hombres; entonces, todos los hombres serán salvos.
El segundo punto de vista implica que Cristo procuró una salvación potencial para todos los hombres. Cristo murió en la cruz, pero aunque pagó la deuda de nuestros pecados, su obra en la cruz no es eficaz hasta que el hombre se “decida por” Cristo y, de ese modo, sea salvo.
El tercer punto de vista dice que Cristo murió positiva y efectivamente para salvar a cierto número de pecadores que merecían el infierno, en quienes el Padre había puesto su libre elegible amor. El Hijo paga la deuda por estos elegidos, hace satisfacción por ellos a la justicia del Padre, e imputa Su propia justicia a ellos, para que sean completos en Él.

#### Gracia irresistible
" Gracia irresistible ", también llamada "gracia eficaz", afirma que la gracia salvadora de Dios se aplica eficazmente a aquellos a quienes él ha determinado salvar (es decir, los elegidos) y supera la resistencia de ellos a obedecer la llamada del evangelio, trayéndolos a una fe salvadora. Esto significa que cuando Dios se propone soberanamente salvar a alguien, ese individuo ciertamente será salvo. La doctrina sostiene que esta influencia intencionada del Espíritu Santo de Dios no se puede resistir, sino que el Espíritu Santo, "hace que el pecador elegido crea, se arrepienta y venga libre y voluntariamente a Cristo".

#### Perseverancia de los santos
Si el hombre no se puede salvar a sí mismo, entonces, Dios tiene que salvarlo. Si todos no son salvos, entonces Dios no ha salvado a todos. Si Cristo ha hecho satisfacción por los pecados, entonces es a través de Él que somos salvos. Si Dios intenta revelar la salvación en Cristo a los corazones de esos a quien él escogió salvar, entonces, Dios proveerá el medio de hacerlo efectivamente. Si, por consiguiente, habiendo ordenado para salvar, murió para salvar, y llamó a la salvación a esos quienes nunca podrían salvarse a sí mismos, él también preservará a los salvos para la vida eterna para la Gloria de Su Nombre. En otras palabras la salvación nunca se pierde.

### Las cinco "Solas"
La teología reformada es enmarcada por las "5 solas", cinco frases en latín que describen una limitación teológica de entendimiento, comenzando con la palabra latina "sola" (o su declinación gramática apropiada). Estas no fueron formuladas en su presente estado desde un principio, pero describen fielmente los conceptos teológicos que guiaron la Reforma protestante y deberían ser los principios de todos los evangélicos. Si tan solo una de estas Solas es quitada, no es consistente la fe cristiana universal. 

#### Sola escritura
La Biblia es la única y final fuente de autoridad, de la cual se deriva toda doctrina, teología y práctica religiosa aceptable para Dios. Absolutamente inerrante en los documentos originales, infalible, exhalada por Dios, y única fuente de fe y conducta para el verdadero creyente. (Gálatas 1:6-10; 2 Timoteo 3:16; 2 Pedro 1:3)

#### Sola fide
La salvación es otorgada por medio solo de la fe. Esto en contraposición a las doctrinas que enseñan que la salvación puede ser merecida por la fe que obra por amor. (Gálatas 5:6 ).

#### Sola gratia
La salvación es por la gracia de Dios. La salvación es un don de Dios, por tanto, el pecador la recibe por los méritos de Cristo alcanzados durante su vida, muerte y resurrección (Efesios 2:8).

#### Sola Cristo / Solus Christus
La salvación es obtenida solamente gracias a, y por medio de, la obra sacrificial de Cristo en la cruz. Excluyendo así todo otro camino para llegar a Dios (Hechos 4:12).

#### Sola Deo gloria
La salvación, asimismo que todo lo que ocurre en la creación, es todo solo para la gloria de Dios. Esta doctrina es en contraposición a cualquier doctrina que enseña o permita que algún ser, aparte de Dios, pueda recibir la gloria en la obra de salvación. El propósito de la salvación que recibimos es glorificar a Dios; poner de manifiesto las excelencias o virtudes de su carácter (Efesios 1:4-6; 1 Pedro 2:9).

## Iglesias protestantes calvinistas
Las siguientes iglesias o asociaciones de iglesias son algunas de las que están relacionadas en doctrina o historia con el calvinismo:
- Iglesias Presbiterianas
- Iglesias Bautistas
- Iglesias Congregacionales
- Iglesias Reformadas
- Bautistas Reformados
- Hugonotes
- Erastianismo

## Influencia social y económica

### Capitalismo Liberal
Se suele atribuir al calvinismo la preparación ideológica  para el último desarrollo del capitalismo en el norte de Europa. Así, varios elementos del calvinismo representaron una revuelta contra la condena medieval de la  usura e, implícitamente, del beneficio en general. Esta conexión aparece en obras de R. H. Tawney (1880-1962) y Max Weber (1864-1920), como La ética protestante y el espíritu del capitalismo.
Calvino, en una carta a su amigo Claude de Sachin en 1545, critica ciertos pasajes de las escrituras invocadas por gente que se opone a la carga de interés en los préstamos. Él reinterpreta algunos de estos pasajes y sugiere que otros han perdido su relevancia al haber cambiado las condiciones. También rebate el argumento (basado en escritos de Aristóteles), según él es erróneo cargar intereses al dinero, ya que, el dinero, en sí mismo es estéril. Dice Calvino que las paredes y el techo de una casa son también estériles, pero está permitido hacer pagar a alguien para que la pueda utilizar. En el mismo sentido, el dinero puede ser fructífero.
Cualifica su punto de vista al exponer que el dinero debe ser objeto de préstamo a personas en extrema necesidad sin esperanza de interés; sin embargo, una tasa de interés modesta del 5% debería permitirse en relación con otros prestatarios.